# Rubin Colwill
Rubin James Colwill (ur. 27 kwietnia 2002 w Neath) – walijski piłkarz występujący na pozycji pomocnika w walijskim klubie Cardiff City oraz w reprezentacji Walii do lat 21.